# Thailands herrlandslag i innebandy
Thailands herrlandslag i innebandy representerar Thailand i innebandy på herrsidan. Laget gjorde VM-debut vid världsmästerskapet i innebandy för herrar 2016 då laget slutade på 14:e plats.

### Fotnoter
1. ↑  ”THAI FLOORBALL ASSOCIATION”. http://www.floorball.org/default.asp?id_sivu=419. Läst 23 april 2017.